# Terrassa
Terrassa (phát âm tiếng Catalan: [tərasə]) là một thành phố Tây Ban Nha ở khu vực trung bộ phía đông của Catalunya, ở tỉnh Barcelona, comarca Vallès Occidental, trong đó nó là đồng thủ phủ cùng với Sabadell. Thành phố có dân số 215.055 (năm 2013).
Thành phố này nằm trong vùng lõm Catalan Prelitoral (Depressió Prelitoral), dưới chân của dãy núi Prelitoral (khu bảo tồn thiên nhiên Sant Llorenç del Munt) và độ cao trung bình của thành phố là 277 mét trên mực nước biển. Thành phố có cự ly 20 km và 18 km so với Barcelona và Montserrat.